# Huthberg

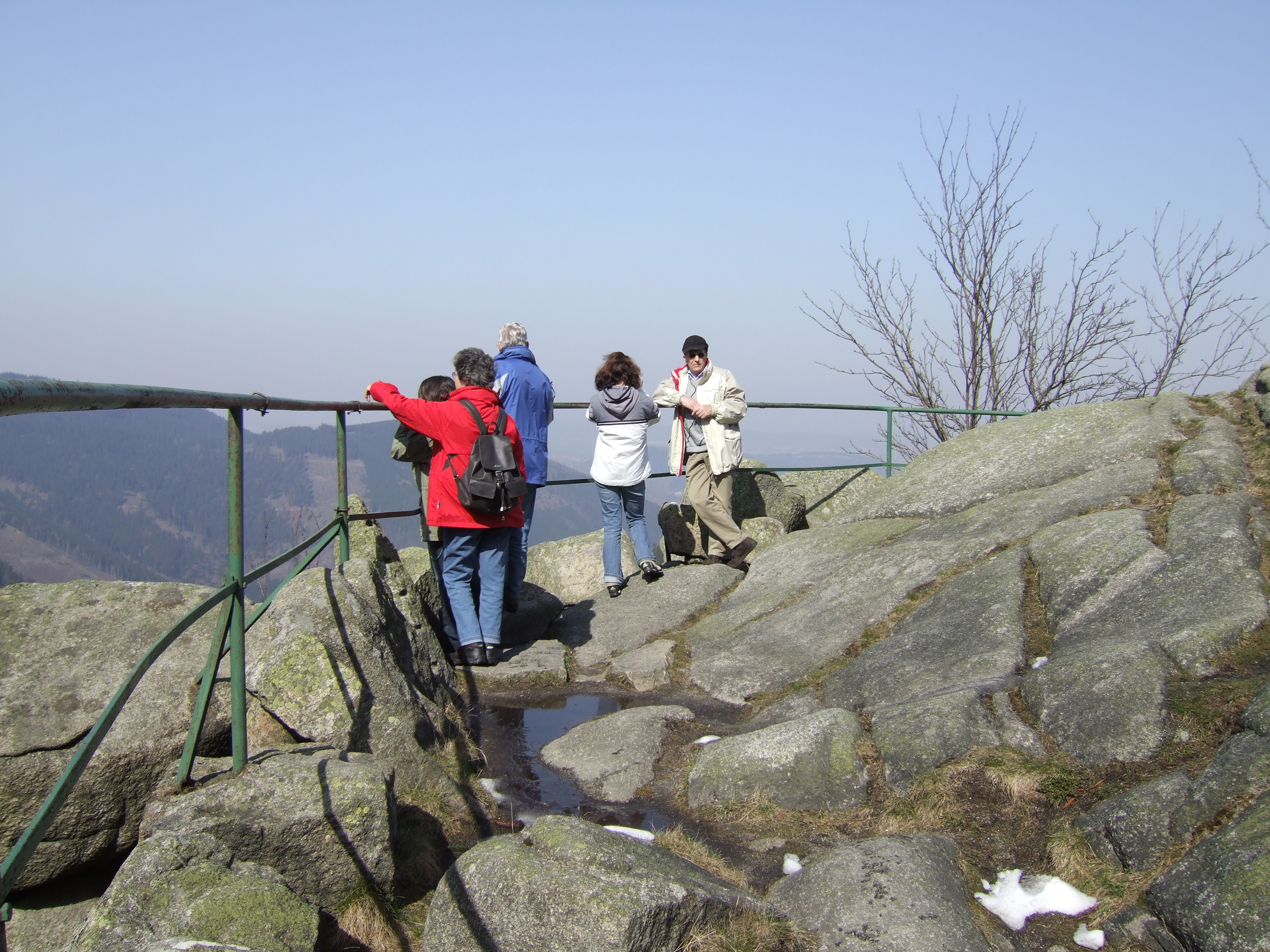
Auf den Kästeklippen in Gipfelnähe des Huthbergs

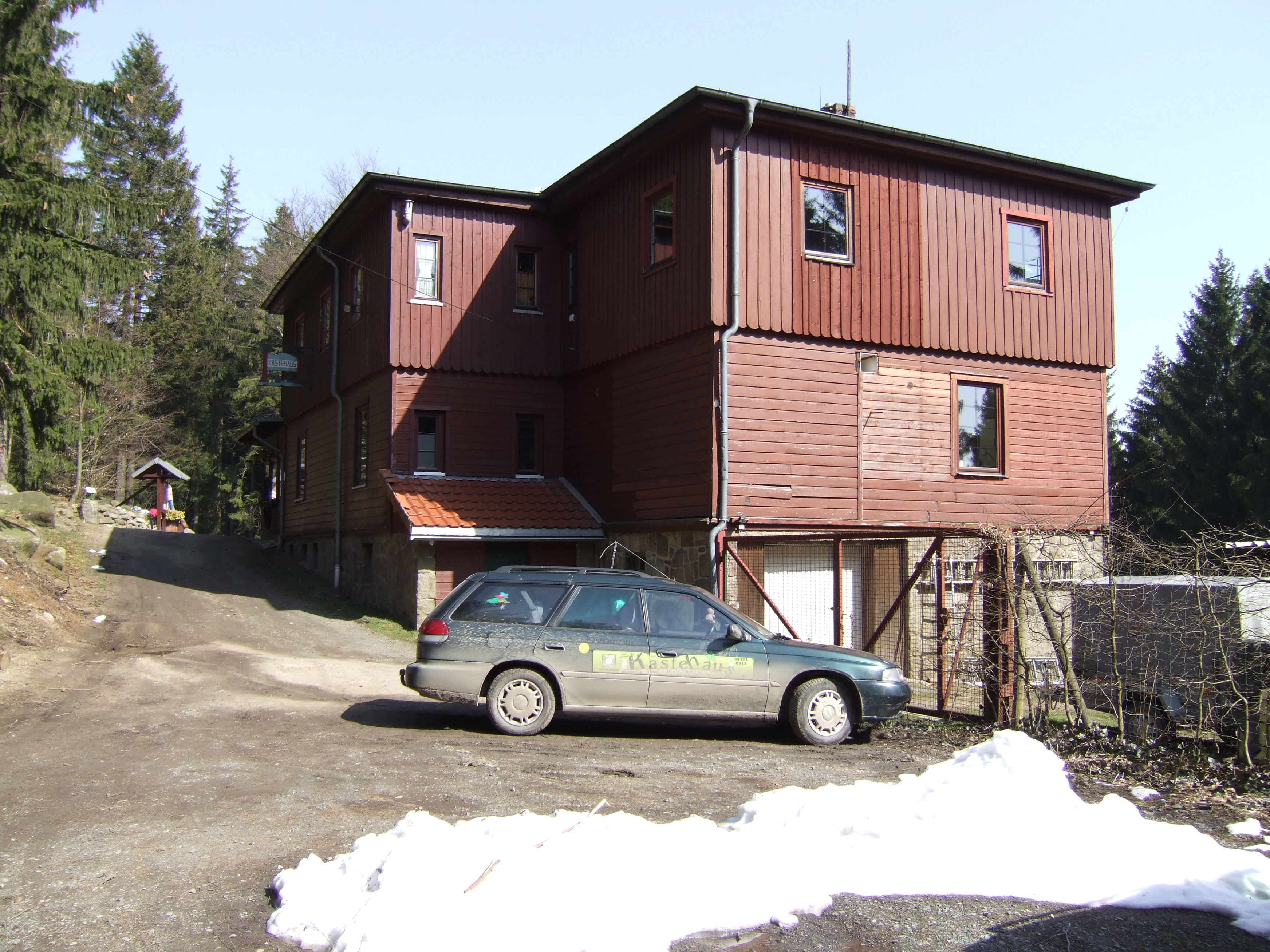
Die ehemalige Berggaststätte Kästehaus auf der Gipfelregion des Huthbergs

Der Huthberg bei Romkerhalle im gemeindefreien Gebiet Harz des niedersächsischen Landkreises Goslar ist eine 604,8 m ü. NHN hohe Erhebung des Oberharzes im Mittelgebirge Harz. Auf dem Berg liegen zahlreiche Felsklippen und -formationen, auf der Gipfelregion stand die Berggaststätte Kästehaus.

## Geographie

### Lage
Der Huthberg erhebt sich im Naturpark Harz etwa im Norden des Oberharzes. Sein Gipfel liegt abwärts entlang der Oker betrachtet zwischen den Ortschaften Schulenberg im Südwesten und Oker im Norden etwa 1,3 km (Luftlinie) nordöstlich des am Fluss auf etwa 355 m Höhe gelegenen Hotel- und Restaurant-Anwesens Romkerhalle.
Westlich vorbei am Huthberg fließt in Süd-Nord-Richtung in tief eingeschnittenem Tal der Aller-Zufluss Oker. Im Westsüdwesten erhebt sich jenseits des Flusses der Eichenberg (670 m). Nach Süden fällt die Landschaft des Huthbergs zur Kleinen Romke hin ab, von der ein Teil des Wassers am südwestlichen Bergausläufer Kleiner Romke (441,7 m) durch einen Wassergraben zum künstlich geschaffenen Romkerhaller Wasserfall geleitet wird. Nach Norden fällt sie in das Tränketal ab, durch das der kleine (Bach vom) Jägerborn westwärts der Oker zufließt. Nach Osten leitet die Landschaft zur 622,6 m hohen Erhebung am Flurstück Röhrtanz über. Im Südwesten, 2,6 km (Luftlinie) vom Huthberggipel entfernt, steht die Okertalsperre als Staumauer des Okerstausees.

### Berghöhe
Die Südwestkuppe des Huthbergs ist 604,8 m und seine Nordostkuppe nach Höhenlinien geschätzt etwa 595 m hoch; beide Kuppen sind rund 250 m (Luftlinie) voneinander entfernt.

### Naturräumliche Zuordnung
Der Huthberg liegt in der naturräumlichen Haupteinheitengruppe Harz (Nr. 38), in der Haupteinheit Oberharz (380) und in der Untereinheit Altenauer Bergland (380.3) auf der Grenze der flussabwärts betrachtet an der Oker gelegenen Naturräume Okerbergland (380.30) im Südwesten und Okerhochfläche (380.31) im Nordosten.

## Schutzgebiete
Auf dem Huthberg befinden sich Teile des Landschaftsschutzgebiets Harz (Landkreis Goslar) (CDDA-Nr. 321402; 2001 ausgewiesen; 390,18 km² groß). Bis weit hinauf auf seinen Nordwesthang mit dem Treppenstein reichen Teile des Vogelschutzgebiets Klippen im Okertal (VSG-Nr. 4128-431; 88 ha).

## Felsklippen und -formationen
Auf dem Huthberg gibt es viele Felsklippen: die Kästeklippen, deren höchste Stelle den Berggipfel bilden, und − etwa im Uhrzeigersinn betrachtet − auf den südlichen Hochlagen die Hexenküche, auf dem Südsüdwesthang die Mausefalle mit der etwas westlich benachbarten Feigenbaumklippe (auch Feigenbaumkanzel genannt), auf den westlichen Hochlagen der Mönch, auf der Westflanke der Große Kurfürst und auf dem Nordwesthang der Treppenstein. Etwas nördlich des Huthbergs liegen gut vom Berg einsehbar jenseits des Tränketals die Studentenklippen.

## Kästehaus
1928 wurde auf der Gipfelregion nahe der Kästeklippen das Kästehaus errichtet, das bis 1929 zum gemeindefreien Gebiet Harz gehörte, dann nach Bündheim eingemeindet und schließlich als Exklave dem Gemeindebezirk Oker zugeordnet wurde. Seit 1973 gehörte die Berggaststätte zur Stadt Bad Harzburg. Im Herbst 2019 erfolgte der Abriss des Gebäudes. Ein Neubau ist zurzeit in Planung (Stand 2021).
Das Kästehaus ist als Nr. 118 in das System der Stempelstellen der Harzer Wandernadel einbezogen.

## Verkehr und Wandern
Westlich vorbei am Huthberg verläuft im Okertal in ihrem Abschnitt vom Okerstausee (bei Schulenberg) im Süden flussabwärts entlang der Oker und direkt vorbei am im Tal liegenden Hotel- und Restaurant-Anwesen Romkerhalle nach Oker im Norden die Bundesstraße 498. Zum Beispiel an dieser Straße bei Romkerhalle beginnend kann der Berg auf Waldwegen und -pfaden erwandert werden.